# Dorfkirche Bagow

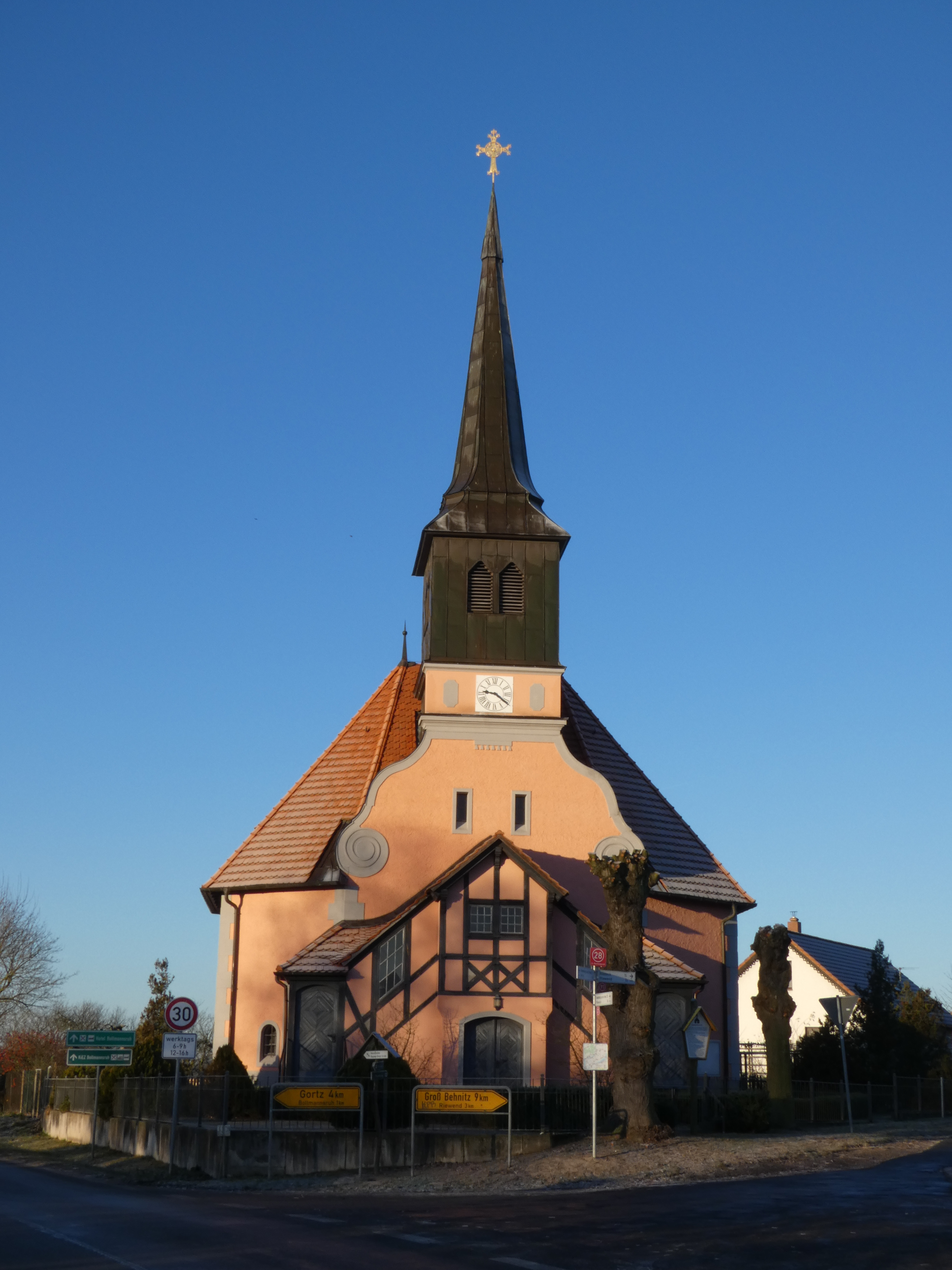
Die Dorfkirche Bagow von Osten

Die Dorfkirche Bagow ist die einzige Kirche im Ort Bagow in der Gemeinde Päwesin. Die Kirche gehört zum Pfarrbereich Päwesin des Kirchenkreises Mittelmark-Brandenburg der Evangelischen Kirche Berlin-Brandenburg-schlesische Oberlausitz. Die Kirche ist ein Baudenkmal.

## Geschichte

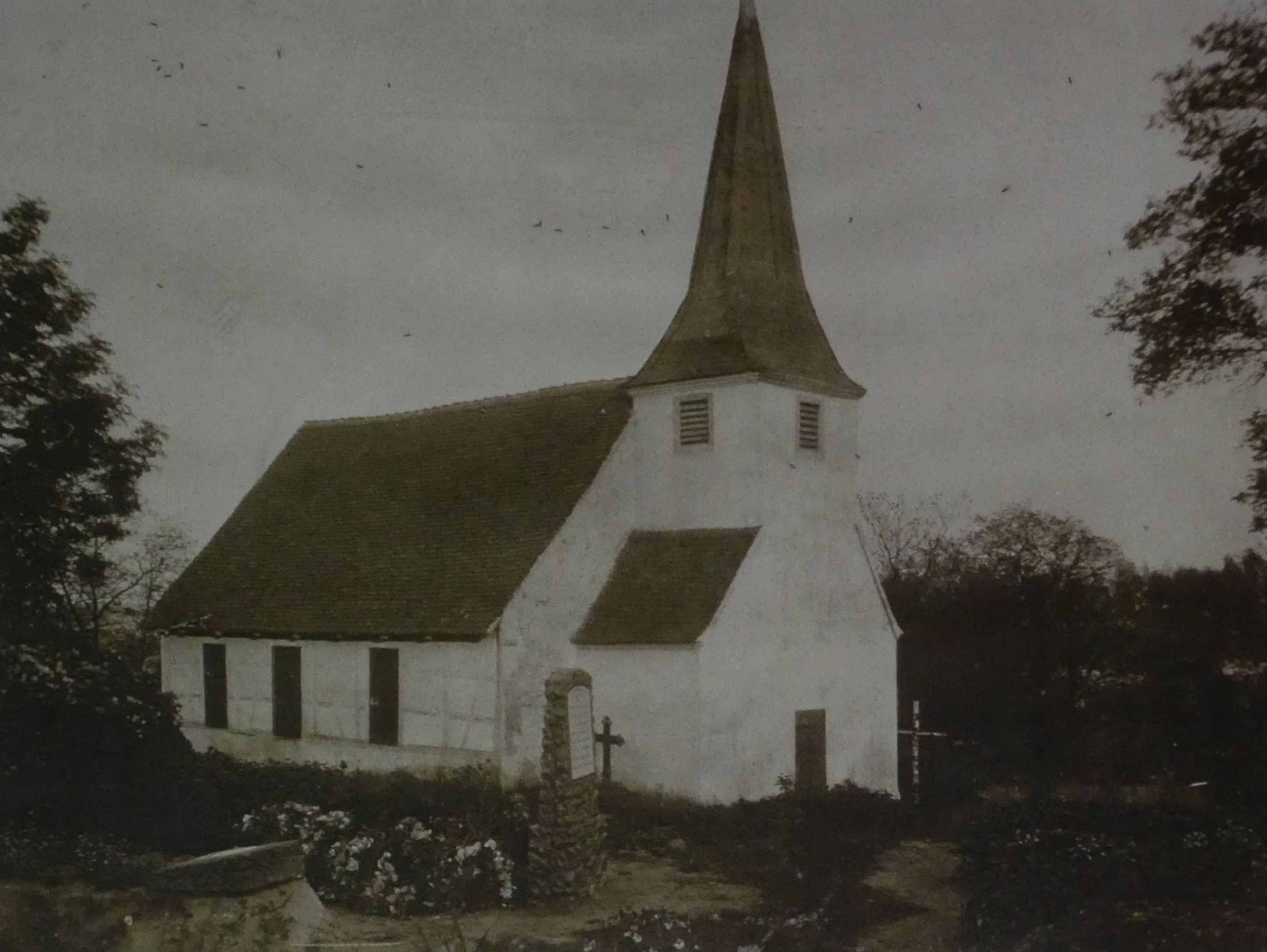
Foto des Vorgängerbaus

Entsprechend einer Informationstafel ging am 29. Juli 1906 bei einem Brand die vorbestehende Dorfkirche verloren. Georg Büttner beschrieb als Ursache für den Brand einen Blitzschlag, datierte die Zerstörung aber in den Juni 1905. Die Kirche war ein schlichter Putzbau gewesen. Nach dem Brand konnten einige sakrale und Kunstgegenstände aus der Kirche gerettet werden. Der Bau wurde nach der Zerstörung abgetragen.
Als Neubau wurde daraufhin eine kleine Dorfkirche an anderer Stelle, am Rand des Dorfes an einer Straßenkreuzung, errichtet. Ausführender Architekt war der bereits erwähnte, in Steglitz ansässige königliche Baurat Georg Büttner. Bereits 1907, wenige Jahre nach der Zerstörung der alten Kirche, konnte der Neubau eingeweiht werden. Der Kirchenbau wurde dem Jugendstil zugerechnet. Die aus dem Vorgängerbau geretteten Gegenstände wurden in den Neubau übernommen. Die Ausstattung der neuen Kirche wurde teilweise durch die im Gutshaus Bagow ansässige Familie Ribbeck, die in früheren Zeiten das Kirchenpatronat innehatte, mitfinanziert. Die Kosten des Kirchenbaus betrugen 21.000 Mark. Die Kirchenglocke war ein Geschenk der Johanneskirchgemeinde im damals noch nicht zu Berlin gehörenden Moabit. Eine sechsstimmige Orgel hatte einschließlich des Prospekts einen Preis von 2.300 Mark gehabt.
1972 wurde die Kirche bei einem Sturm schwer beschädigt und daraufhin baupolizeilich gesperrt. Aufgrund der Unbenutzbarkeit folgte die Profanierung. Schließlich wurde die Kirche im Jahr 1985 für den Abriss freigegeben, der jedoch nicht durchgeführt wurde. In der ersten Hälfte der 1990er Jahre erfolgte daraufhin eine umfangreiche Sanierung der Bagower Kirche. Am 23. Juni 1995 konnte sie wieder eingeweiht und von der Kirchengemeinde genutzt werden.

## Bauwerk

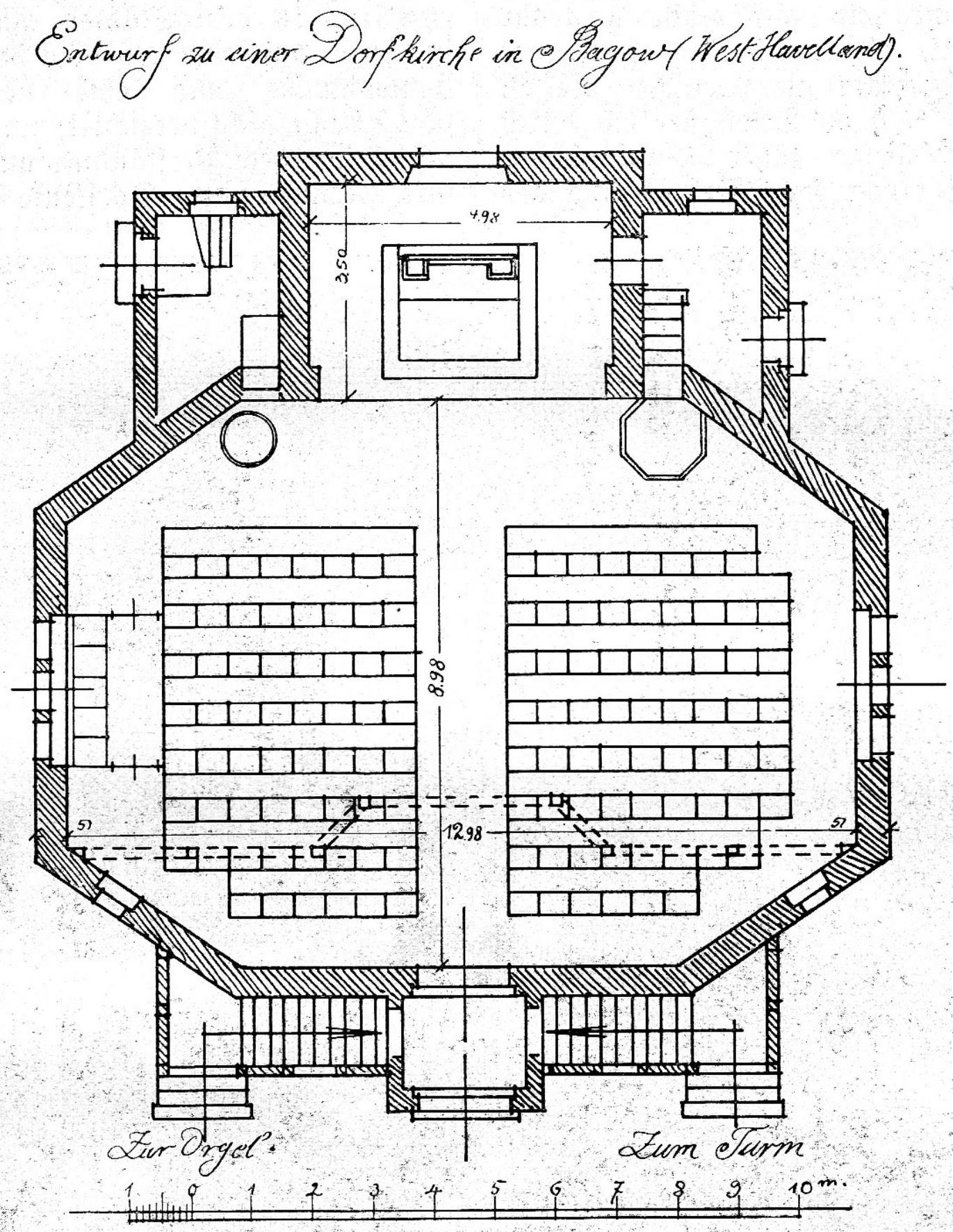
Grundrisszeichnung der Kirche von Georg Büttner

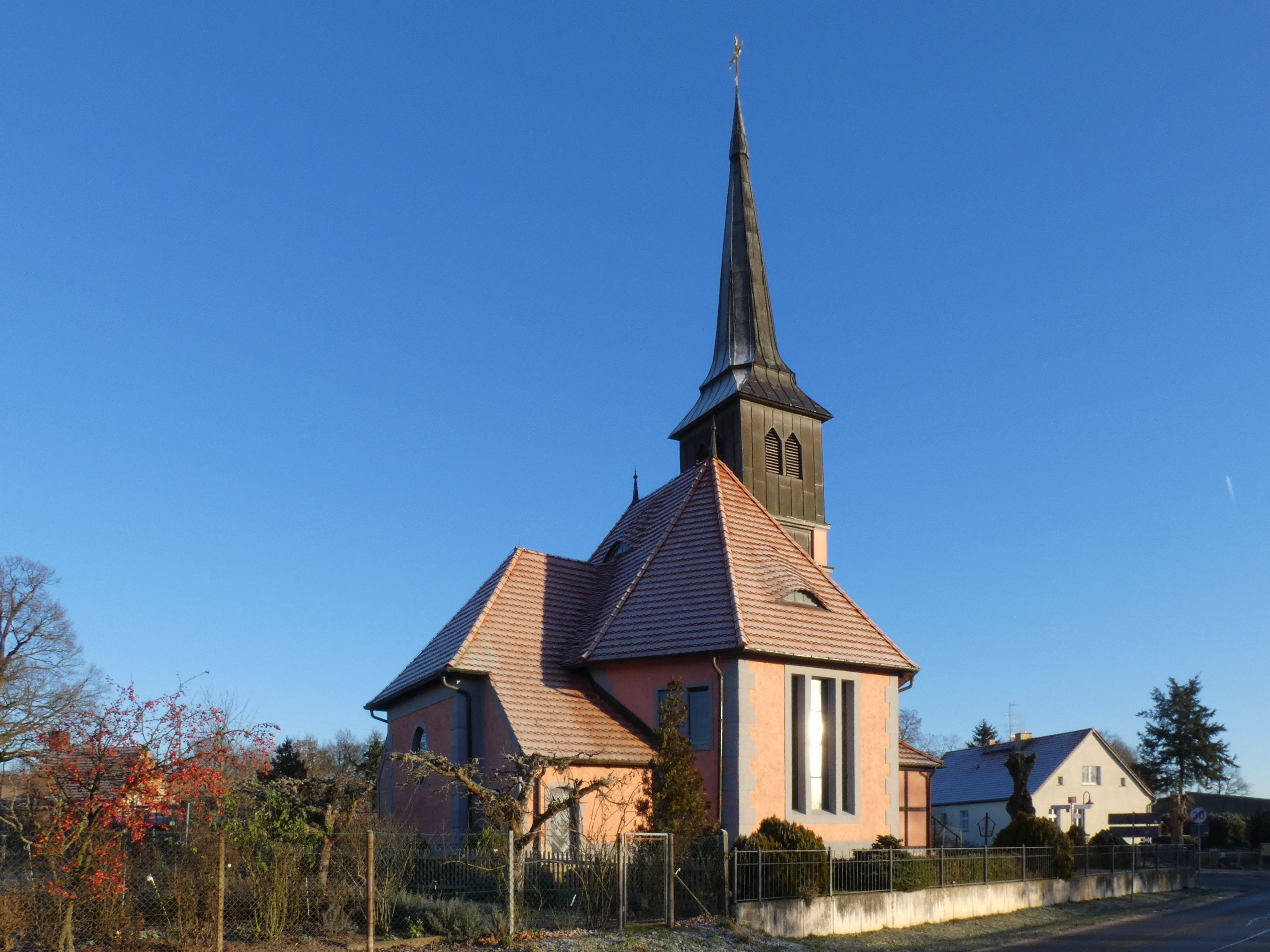
Die Kirche von Südwesten

Die Dorfkirche Bagow ist eine Saalkirche. Der Putz hat überwiegend einen lachsfarbenen Ton. Der polygonale Zentralbau erhebt sich über einem achteckigen Grundriss, der breiter als länger ist. Der Kirchturm befindet sich an der östlichen Seite der Kirche. Ihm vorgebaut ist ein zweiseitig begehbares Treppenhaus, welches durch die nördliche Tür den Zugang zum Turm beziehungsweise Glockenstuhl und durch die südliche zur Ostempore ermöglicht. Dieses Treppenhaus ist teilweise in Fachwerk gestaltet. Mittig unterhalb der Treppenaufgänge befindet sich das zweiflüglige Kirchenportal. Dieses ist wie auch die Türen zu den Treppenaufgängen segmentbogig gestaltet.
Der Kirchturm weist oberhalb des Treppenhauses einen auffälligen Volutengiebel auf. Nach Osten ist oberhalb eines Gesimses das Ziffernblatt der Turmuhr angebracht. Darüber befindet sich der Glockenstuhl. Schallöffnungen für das Geläut sind in alle vier Himmelsrichtungen eingearbeitet. Das Stockwerk des Glockenstuhls ist bereits wie auch der spitze, unten vier-, im mittleren und oberen Teil achteckige Turmhelm mit schwarzem Blech gedeckt. Auf der Spitze des Helms befindet sich ein goldfarbenes Kreuz.
Die Fenster des Zentralbaus sind vorrangig Rechteckfenster, die mit Bleiverglasungen zugesetzt sind. Weiterhin sind zwei Rundbogenfenster eingearbeitet. Im Walmdach gibt es Fledermausgauben als lichte Öffnungen. Nach Westen ist der Zentralbau um einen Chor verlängert. Dieser hat einen Krüppelwalm, ein rundes Fenster und zwei weitere Zugänge. Der Zugang auf der Nordseite ist der zur Sakristei. Der Chorbau erreicht mit seinem Dachfirst etwa die halbe Höhe des Daches des Zentralbaus, dessen First aufgrund der im Verhältnis zur Länge größeren Breite quer verläuft. Die Dächer des Zentralbaus, des Chores und des Treppenhauses sind mit roten Biberschwänzen eingedeckt. Schmuckelemente des Fassade sind grau verputzte Ecklisenen und Faschen um Fenster und Türen.

## Innenausstattung

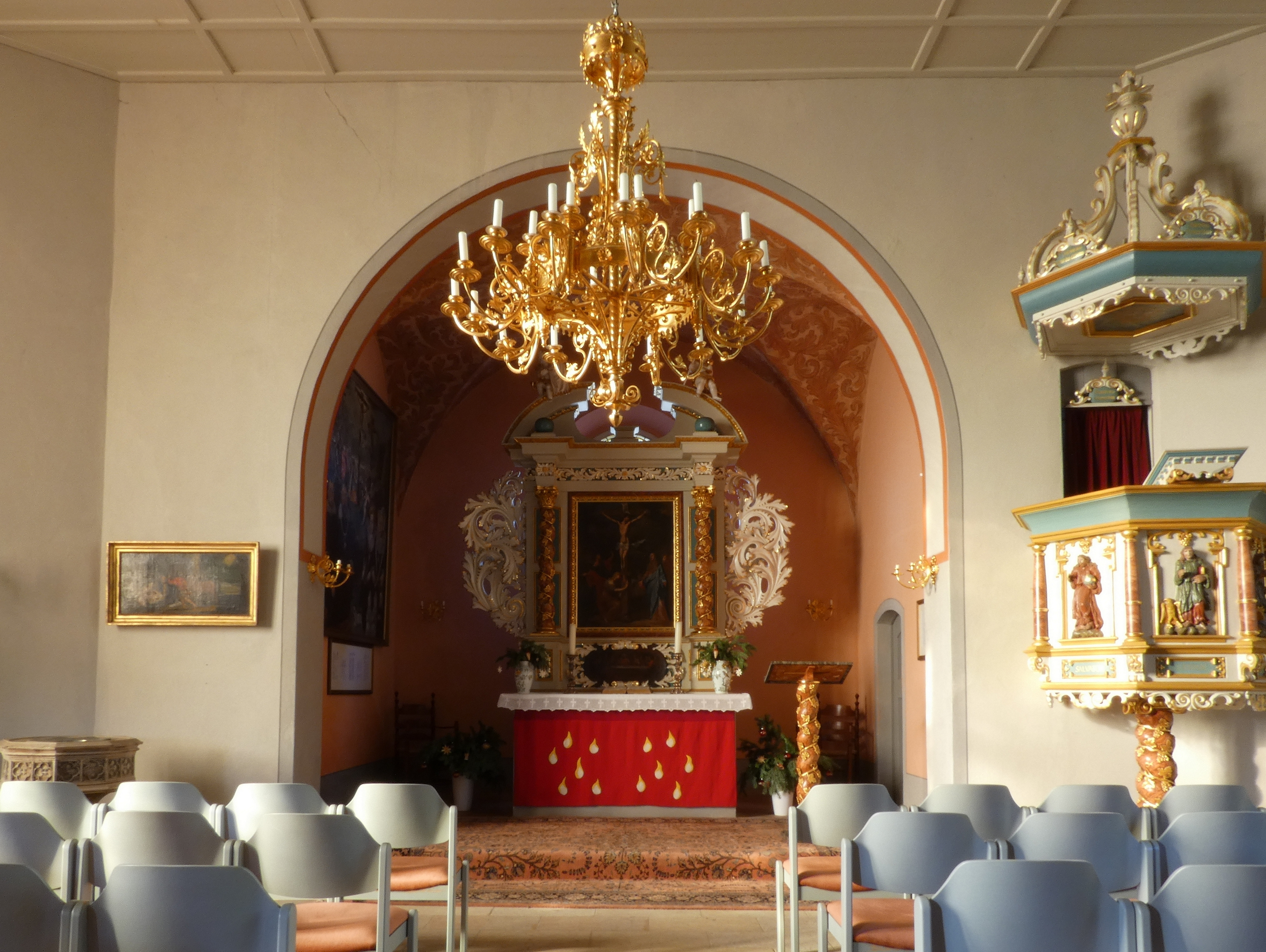
Blick auf den Altar

Die Innenausstattung der Kirche ist reich und teilweise die der barocken Vorgängerkirche. Altar und Kanzel stammen aus dem 17. Jahrhundert. Sie wurden von Hans George von Grävenitz und Elisabeth Rübell von Biberach 1698 erworben, bestanden jedoch zu diesem Zeitpunkt schon länger, und der Kirche gestiftet. Auf der Kanzel sind die vier Evangelisten und Salvator mundi plastisch dargestellt. Der Altar zeigt reiches Schnitzwerk. Im zentralen Gemälde ist der gekreuzigte Jesus abgebildet. Darunter ist das Abendmahl dargestellt. Die Decke des Chores ist ein Kreuzgewölbe und mit einer Blattornamentik verziert.

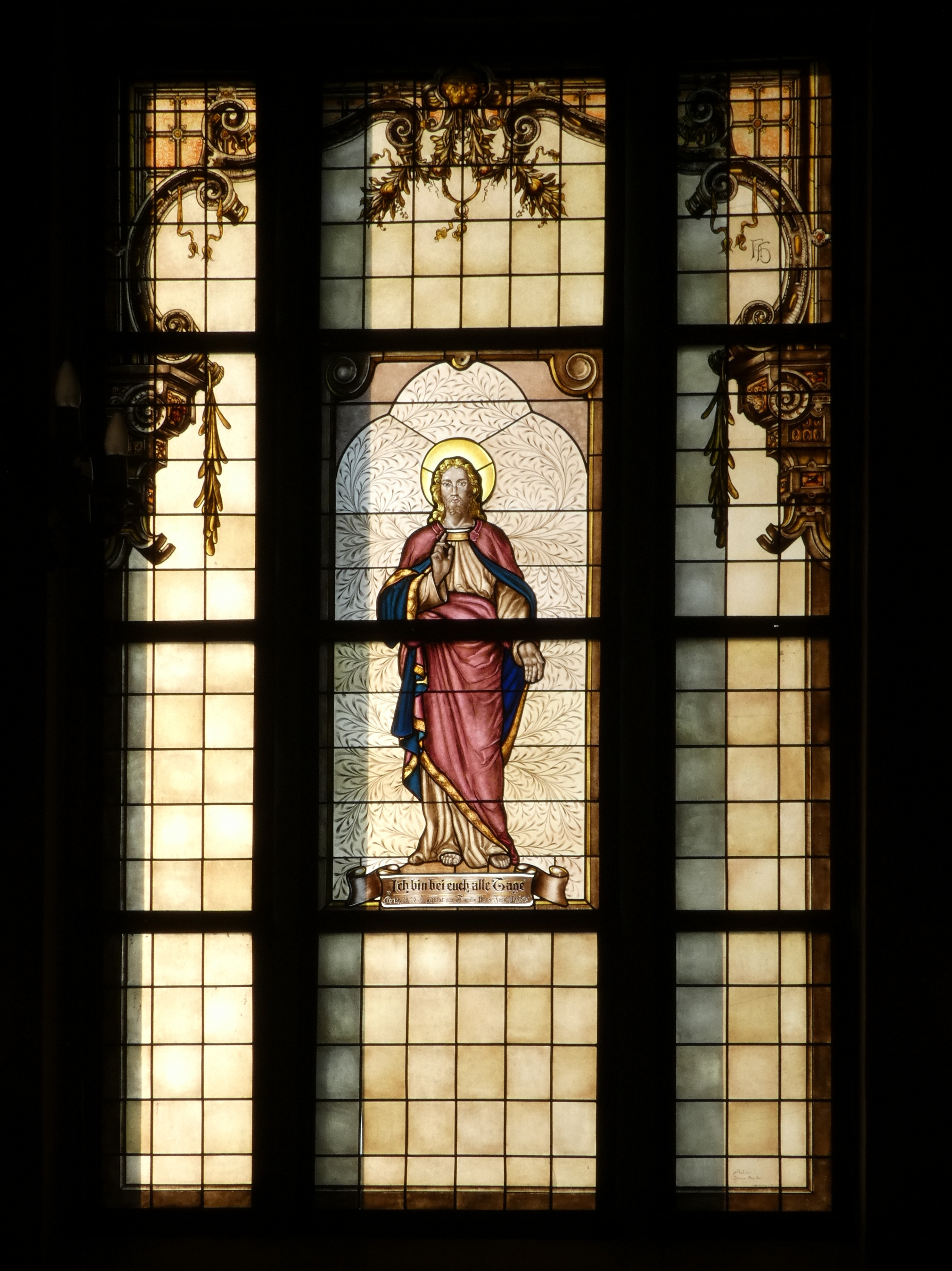
Bleiglasfenster der Dorfkirche Bagow

Gemälde zeigen Mitglieder der Adelsfamilien Ribbeck und Broesigke. Eine Tafel mit vierzehn Wappen zeigt verschiedener Adelsfamilien und einen Hinweis auf eine 1900 erfolgte Sanierung beziehungsweise Renovierung wahrscheinlich der Vorgängerkirche. Die zwei größten Bleiglasfenster stellen im Süden Jesus Christus, im Norden Erzengel Michael, welcher den Drachen tötet, und die Dorfkirche dar. Weitere Bleiverglasungen weisen auf die vier Evangelisten hin. Die Bleiverglasung mit der Darstellung des Michael weist in einer Inschrift Adelheid von Ribbeck, geborene von Krosigk, aus. Zwei metallene Grabplatten von Angehörigen der Familie Ribbeck sind an der Ostwand aufgestellt. Das Kirchengestühl ist modern. Die Ostempore ist teilweise mit Schnitzwerk verziert. Die ursprüngliche Orgel befindet sich nicht mehr in der Kirche. Weiterhin sind mehrere Informationstafeln mit Fotos der Kirche und Skizzen der Bauplanung an den Wänden angebracht. Ein reicher Kronleuchter ist mit Kerzen besetzt.